# Торгут
Торгут (тур. Turgut Reis) је био турски гусар и адмирал у 16. веку. Истакао се у биткама код Превезе (1538) и код Ђербе (1560), и у великој опсади Малте (1565), где је и погинуо.

## Каријера
Спомиње се 1533. у гусарским нападима на млетачке бродове у Егејском мору, а 1538. учествовао је с одредом галијица у бици против хришћанске флоте код Превезе. После смрти Хајредина Барбаросе 1546, постао је најмоћнији турски гусар на Средоземном мору. Утврдивши се на турској обали, у тајном савезу са француским краљен Анријем II, Торгут је из својих база у ал-Махдији и на острву Ђерби вршио пљачкашке препаде на италијанску и шпанску обалу. Од 1551. је у султановој служби, а 1556. постављен је за гувернера Триполиса. Учврстио је његову одбрану и вршио експедиције у унутрашњост Туниса. 1560. је код острва Ђербе, уз помоћ султана, разбио флоту италијанских градова коју је вицекраљ Сицилије упутио на Триполис. Погинуо је 25. јуна 1565. кад се на челу своје гусарске ескадре придружио турској флоти која је опседала Малту.